# 山脇房子
山脇 房子（やまわき ふさこ、1867年7月5日（慶応3年6月4日）- 1935年（昭和10年）11月19日）は、日本の教育者。夫は法学者で女子実脩学校（後の山脇高等女学校）創立者の山脇玄。旧姓・小倉。聖公会信徒。

## 経歴
1867年（慶應3年）出雲国松江北田町（現在の島根県松江市北田町）で松江藩士小倉忠の長女として生まれた。
1883年（明治16年）松江女子師範学校を卒業後、松江の宣教師の紹介で仙台に赴き、アメリカ人宣教師スワルツ夫妻のもとで半年間英語を学んだ。
1885年（明治18年）上京し、麻布飯倉片町のイギリス人ホールのもとで2年間、経済学や文学を学んだ後、女子教育奨励会の教師であったイングランド国教会の宣教師カロライン・カルクスのもとで25歳まで英語や洋風作法を学んだ。
1894年（明治27年）行政裁判所評定官山脇玄と結婚。
1903年（明治36年）に夫・玄が設立した女子実脩学校の初代校長となり、1908年（明治41年）山脇高等女学校に発展させた。その後、大日本婦人教育会理事、大日本連合女子青年団理事長、大正婦人会理事を務め、婦人同志会を創立するなど、女子教育の発展や女性の地位向上に努めた。
教育とともに尽力したのが社会事業である。1928年（昭和5年）の叙勲の際に記者からの取材に対し、房子は「単に、私が女子教育に尽力したという点から申しますならば、私より先に、また私などよりずっと功績ある方々が沢山御座いますのに、私一人斯うした光栄に浴しました事は、私が女子教育の外に尚ほいろいろな社会事業に関係して居る為めではないかと存じます」と答えている。
1935年（昭和10年）11月19日死去。享年69（満71才没）。墓所は青山霊園。

## 社会事業
- 1900年（明治33年）11月、鳩山春子、濱尾作子、下田歌子、三輪田真佐子等とともに発起人となり、少女衣服改良会を設立[6]。
- 1901年（明治34年）11月、足尾鉱毒事件の被害者を救済するために、潮田千勢子、矢島楫子、三輪田真佐子等とともに鉱毒地救済婦人会を設立[7]。
- 1903年（明治36年）9月、清藤秋子等とともに東洋婦人会を設立[8]。井口阿くり、安井てつ等とともに理事を務める[9]。
- 1906年（明治39年）1月、前年から続く東北大飢饉の窮民を救済するために、東北凶作窮民地救済婦人会を組織[10]。
- 1915年（大正4年）1月、津田梅子、桜田節弥等とともに発起人となり、日本婦人白国同情会を創設[11]。第一次大戦によって生じたベルギー難民救済の寄付を募る[12]。
- 1917年（大正6年）10月、発起人となり大正婦人会を設立[13]。芝区新網（現在の浜松町）に労働者のための託児所を設ける等の事業を行う[4]。

- 1917年（大正6年）11月、吉岡彌生、国府犀東、天野藤男、福島四郎等と処女会中央部を設立[14]。
- 1927年（昭和2年）10月、処女会中央部が解散し、大日本連合女子青年団が発会。初代理事長となる[15]。
- 1930年（昭和5年）5月、吉岡彌生、井上秀等とともに婦人同志会（穏健派婦選団体）を結成[16]。

## 栄典
- 1915年（大正4年）津田梅子、嘉悦孝、矢島楫子、佐藤志津とともに勲五等宝冠章を授与された[17]。
- 1927年（昭和2年）ドイツ政府より赤十字第二等名誉章、ベルギー政府よりエリザベート勲章を授与された[18]。
- 1928年（昭和3年）津田梅子、棚橋絢子、嘉悦孝、鳩山春子等とともに勲四等瑞宝章を授与された[19]。

## 親族
- 夫 山脇玄（法学者、行政裁判所長官、貴族院議員）
- 養子 山脇春樹（農商務・内務官僚、官選県知事、山脇高等女学校校長）
- 長女 春二（春樹の妻）
- 次女 初音（荘司市太郎の妻）

## 主な著書
- 『無駄なき生活』加藤美侖（編）、東亜堂書房、1916年。
- 『処女より主婦となる迄』吉岡彌生・嘉悦孝との共著、日比書院、1926年。
- 『若き女子の為めに』吉岡彌生・嘉悦孝との共著、日比書院、1926年。
- 『若き女性に贈る』大日本連合婦人会、1934年。
- 『黄金の釘を打て : 詩歌に現はれたる女性訓』交蘭社、1934年。